# Naturbahnrodel-Junioreneuropameisterschaft 1998
Die 24. FIL-Naturbahnrodel-Junioreneuropameisterschaft fand vom 18. bis 22. Februar 1998 in Feld am See in Österreich statt.

## Technische Daten der Naturrodelbahn
| Name           | Rodelbahn Feldpannalpe |
| Seehöhe Start  | 1760 m ü. A.           |
| Seehöhe Ziel   | 1590 m ü. A.           |
| Höhendifferenz | 0.170 m                |
| Länge          | 1.080 m                |

## Einsitzer Herren
| Platz | Name                | Zeit |
| ----- | ------------------- | ---- |
| 01    | Gerald Kallan       | ?    |
| 02    | Gernot Schwab       | ?    |
| 03    | Emanuele Giannelli  | ?    |
| 04    | Robert Batkowski    | ?    |
| 05    | David Mair          | ?    |
| 06    | Andreas Castiglioni | ?    |
| 07    | Christoph Wagner    | ?    |
| 08    | Gašper Benedik      | ?    |
| 09    | Joachim Schöpf      | ?    |
| 10    | Gerald Kammerlander | ?    |

36 Rodler kamen in die Wertung.

## Einsitzer Damen
| Platz | Name                   | Zeit |
| ----- | ---------------------- | ---- |
| 01    | Jekaterina Lawrentjewa | ?    |
| 02    | Christa Gietl          | ?    |
| 03    | Petra Untermarzoner    | ?    |
| 04    | Melanie Breitenberger  | ?    |
| 05    | Erna Schweigl          | ?    |
| 06    | Polina Danilewskaja    | ?    |
| 07    | Nicole Grüner          | ?    |
| 08    | Marlies Wagner         | ?    |
| 09    | Magdalena Hula         | ?    |
| 10    | Sabine Grunser         | ?    |

17 Rodlerinnen kamen in die Wertung.

## Doppelsitzer
| Platz | Name                                      | Zeit |
| ----- | ----------------------------------------- | ---- |
| 01    | Rainer Jud – David Mair                   | ?    |
| 02    | Joachim Schöpf – Gerald Kammerlander      | ?    |
| 03    | Thomas Graf – Michael Graf                | ?    |
| 04    | Emanuele Giannelli – Vanja Demé           | ?    |
| 05    | Gerhard Kleinhofer – Markus Denifle       | ?    |
| 06    | Robi Kalisnik – Borut Kralj               | ?    |
| 07    | Harald Jonach – René Ortner               | ?    |
| 08    | Stefan Messner – Martin Graf              | ?    |
| 09    | Wjatscheslaw Bywaltsew – Pjotr Milewitsch | ?    |
| 10    | Herbert Oitzinger – Herwig Besendorfer    | ?    |

12 Doppelsitzer kamen in die Wertung.

## Medaillenspiegel
| Platz | Land       | Gold | Silber | Bronze | Gesamt |
| ----- | ---------- | ---- | ------ | ------ | ------ |
| 1.    | Österreich | 1    | 2      | —      | 3      |
| 2.    | Italien    | 1    | 1      | 3      | 5      |
| 3.    | Russland   | 1    | —      | —      | 1      |